# Малі Єласи
Малі Єла́си (рос. Малые Еласы, марій. Изи Йоласъял) — присілок у складі Гірськомарійського району Марій Ел, Росія. Входить до складу Єласівського сільського поселення.

## Населення
Населення — 379 осіб (2010; 366 у 2002).
Національний склад (станом на 2002 рік):
- марі — 98 %